# 南ダブリン
南ダブリン（みなみダブリン、愛: Baile Átha Cliath Theas、英: South Dublin）は、アイルランドのレンスター地方のダブリン地域に位置する地方行政区画のひとつ。

## 概要
南ダブリン市、またはサウス・ダブリン市は、ダブリン地域を構成する4つの市のひとつであり、中心街はタラである。南ダブリン市議会が地方自治体である。2011年の人口は278,749人で、ダブリン地域で3番目に人口の多い市となっている。

## 地理と人口
南ダブリンの面積は222.74km2であり、ダブリン市（北東に15km）、リフィー川（フィンガルから北に隔てている）、ダン・レアリー＝ラスダウン（東）、キルデア県（西）に隣接しており、南にウィックロー山地にも隣接している。
主要な街は、タラ、ルーカン、クロンダルキンである。南ダブリンの町は多くは都市化されているが、南部と西部に小さな田舎の集落が存在する。2016年の国勢調査によると、南ダブリンの人口は278,749人だった。

### 町・村
南ダブリンの複数の町も、伝統的にダブリン市の郊外である。計画と管理の目的で、市議会は、町、村、郊外の3つの層（町、地区センター、地方センター）の地位を指定している。
- アダムスタウン
- バリーボーデン
- バリロアン
- クロンダルキン
- エドモンズタウン
- ファーハウス
- グリーンヒルズ
- ジョブズタウン
- ノックリオン
- ルーカン
- ニューカッスル
- パーマーズタウン
- ラスクール
- ラスファーナム
- ロックブルック
- ロナンズタウン
- サガート
- タラ
- テンプルローグ
- ウォーキンズタウン

## 法的地位と名称
英語では、「County Dublin（ダブリン県）」、「County Clare（クレア県）」など1898年以前に設立されたカウンティの名称の前に「County」という単語をつけるのが一般的だが、後に設立された行政区画はそうではなく「County Dún Laoghaire–Rathdown」と呼ぶのは、稀である。その際、日本語では「県」ではなく、「市」を用いている。
2015年、南ダブリンは東部およびミッドランド地域の一部となった。
南ダブリンは、1994年の地方自治体法に基づき、ダブリンの行政県が分割された。この法律では、以下の地方自治体の行政区域の法的設立を規定している。
- ダン・レアリー＝ラスダウン
- フィンガル
- 南ダブリン

また、現存するダブリン・コーポーレーションの管轄下にある地方自治体の行政区域を承認し、その権限を改名されたダブリン市議会に帰属させた。1994年1月1日、法に効力を与える法定文書が発効した。この文書はまた、以前にダン・レアリー＝ラスダウン、フィンガル、南ダブリンの責任者であったダブリン県議会の廃止を規定した。ダブリン県は、ノルマン人によるアイルランド侵攻の間に設立されていた。

## 地方政府と政治
南ダブリン市議会が地方自治体であり、1994年のウラクタス法と1993年の地方自治体（ダブリン）法によってダブリン県議会およびダン・レアリー・コーポーレーションが廃止されたときに市庁舎が設立された。南ダブリンは選挙目的でクロンダーキン（6名）、ルーカン（5名）、ラスファーナム（4名）、タラーグセントラル（6名）、タラーグサウス（5名）の5つの地方選挙区に分けられている。
ドイル・エアランの選挙区の4つの選挙区の一部は、ダブリン・ミッドウェスト、ダブリン・サウスウェスト、ダブリン・サウス、ダブリン・サウスセントラルの県の境界内に含まれている。

## 人口統計
| 国籍         | 人口  |
| ------------ | ----- |
| イギリス     | 9,159 |
| ポーランド   | 7,988 |
| ルーマニア   | 3,235 |
| リトアニア   | 2,726 |
| ナイジェリア | 2,644 |
| インド       | 2,620 |
| パキスタン   | 1,499 |
| フィリピン   | 1,434 |
| 中国         | 999   |
| ラトビア     | 971   |
| 日本         | 39    |

## スポーツ
リーグ・オブ・アイルランドのクラブ、シャムロック・ローヴァーズFCがタラ・スタジアムで試合を行なっている。同スタジアムは2010年と2011年に2009FAIカップ決勝戦とセタンタス・ポーツ・カップ決勝戦を主催した。
タラのナショナル・バスケットボール・アリーナは、アイルランドの全国バスケットボールチームとアイルランドの女子バスケットボールチームの本拠地である。同アリーナでは、さまざまなナショナル・カップとリーグの試合も開催される。